# Kathedrale Basiliek van Onze-Lieve-Vrouw van Fatima
De Kathedrale Basiliek van Onze-Lieve-Vrouw van Fatima (ook: Chaldeeuws-Katholieke Kathedraal) is een basiliek en kathedraal in de Egyptische hoofdstad Caïro. De kerk is gelegen aan de El-Nozhastraat 141 en het Sint-Fatimaplein in Heliopolis. De basiliek is gewijd aan Onze-Lieve-Vrouw van Fátima. 
De kerk behoort tot de Chaldeeuws-Katholieke Kerk. Ze volgt de Oost-Syrische (ofwel Chaldeeuwse) liturgie en is in volledige gemeenschap met de Rooms-Katholieke kerk.
De kerk is gebouwd in 1950 en werd in 1953 gewijd door kardinaal Eugène Tisserant. Met de oprichting van de chaldeeuws-katholieke eparchie Caïro op 23 april 1980 werd de kerk een kathedraal. Op 6 april 1993 verhief paus Johannes Paulus II de kerk tot basilica minor. Sinds 2009 is de bisschopszetel vacant.